# استورم روگر
استورم روگر (انگلیسی: Sturm, Ruger & Co.) یا روگر شرکت تولید سلاح گرم آمریکایی مستقر در ساوت‌پورت، کنتیکت است که دارای تأسیسات تولیدی در نیوپورت، نیوهمپشایر؛ مایودان، کارولینای شمالی؛ و پرسکات، آریزونا نیز می‌باشد. این شرکت در سال ۱۹۴۹ توسط الکساندر مک‌کورمیک استورم و ویلیام روگر تأسیس شد و از سال ۱۹۶۹ سهام آن به صورت عمومی عرضه شده است.
روگر تفنگ‌های گلنگدنی، نیمه‌خودکار و تک‌لول، تپانچه‌های نیمه‌خودکار و هفت‌تیرهای تک‌عمله و دوعمله تولید می‌کند. طبق آمار ای‌تی‌اف برای سال ۲۰۲۲، روگر بزرگ‌ترین تولیدکننده سلاح گرم در ایالات متحده است و از اسمیت و وسون پیشی گرفته است.